# Bonales de la comarca de Los Montes del Guadiana
Bonales de la comarca de Los Montes del Guadiana este o arie protejată (arie specială de conservare — SAC, sit de importanță comunitară — SCI) din Spania întinsă pe o suprafață de 283,6 ha, integral pe uscat.

## Localizare
Centrul sitului Bonales de la comarca de Los Montes del Guadiana este situat la coordonatele 39°03′56″N 4°25′02″W / 39.0655°N 4.4172°V.

## Înființare
Situl Bonales de la comarca de Los Montes del Guadiana a fost declarat sit de importanță comunitară în decembrie 2000 pentru a proteja 19 specii de animale. Situl a fost protejat și ca arie specială de conservare în mai 2015.

## Biodiversitate
Situată în ecoregiunea mediteraneană, aria protejată conține 15 habitate naturale: Formațiuni riverane pe cursurile de apă mediteraneene cu debit intermitent, cu specii de Rhododendron ponticum, Salix și altele, Pajiști cu Molinia pe soluri calcaroase, turboase sau argilos-nămoloase (Molinion caeruleae), Păduri de Quercus ilex și Quercus rotundifolia, Lacuri eutrofice naturale cu vegetație de tip Magnopotamion sau Hydrocharition, Galerii de Salix alba și de Populus alba, Păduri de Quercus suber, Galerii și tufărișuri riverane sudice (Nerio-Tamaricetea și Securinegion tinctoriae), Păduri iberice de Quercus faginea și Quercus canariensis, Turbării active, Păduri termofile cu Fraxinus angustifolia, Pajiști umede atlantice temperate cu Erica ciliaris și Erica tetralix, Mlaștini turboase de tranziție și turbării mișcătoare, Depresiuni pe substraturi de turbă de Rhynchosporion, Pajiști uscate europene, Pajiști umede mediteraneene cu ierburi înalte de Molinio-Holoschoenion.
La baza desemnării sitului se află mai multe specii protejate:
- păsări (16): fluierar de munte (Actitis hypoleucos), rață mare (Anas platyrhynchos), stârc cenușiu (Ardea cinerea), Bubulcus ibis,  prundaș gulerat mic (Charadrius dubius), barză albă (Ciconia ciconia), barză neagră (Ciconia nigra), egretă mică (Egretta garzetta), becațină comună (Gallinago gallinago), găinușă de baltă (Gallinula chloropus), cormoran mare (Phalacrocorax carbo), cristei de baltă (Rallus aquaticus), sitar de pădure (Scolopax rusticola), turturică (Streptopelia turtur), corcodel mic (Tachybaptus ruficollis), fluierarul de zăvoi (Tringa ochropus)
- amfibieni (1): Discoglossus galganoi
- pești (2): Rutilus alburnoides, Rutilus lemmingii

Pe lângă speciile protejate, pe teritoriul sitului au mai fost identificate 17 specii de plante.